# 中村伝治
中村 伝治 (なかむら でんじ、1880年（明治13年） - 1968年（昭和43年））は、日本の建築家。
横河工務所（後の横河建築設計事務所）の代表作を多くてがけ、後に横河民輔から横河工務所を受け継ぐ。その他では建築界へのメートル法の導入、工業品規格統一（戦前のJES）のための調査、戦前の建築士法制定運動に尽力する。学会では建築設計資料集成の刊行に携わる。

## 略歴
1880年（明治13年）、東京葛飾小菅生まれ。生家は金工業で氏は桂といい、四谷の中村家に養子になる。旧制東京府第一中学校（現在の東京都立日比谷高等学校）から旧制第一高等学校をへて、東京帝国大学工科大学に進学。
1904年（明治37年）、東京帝国大学工科大学建築学科卒業、卒業後、横河工務所に就職。
1917年（大正6年）から1927年（昭和2年）まで、東京高等工業学校講師兼務。
1919年（大正8年）横河工務所理事。1934年（昭和9年）旧日本建築士会会長。
1914年（大正3年）完成の三越日本橋本店(本館)の設計は、新築から後の昭和の増改築まで横河工務所が一貫して行い、その多くは中村伝治が主担当であった。1934年（昭和9年）日本建築士会会長。以降1936年、1939年、1942年、1944年に歴任。
1941年（昭和16年）から1950年（昭和25年）まで、東京美術学校講師。1944年（昭和19年）、日本建築設計監理統制組合理事長。1947年（昭和22年）、日本建築設計監理協会理事長、昭和27年同協会会長。
1952年（昭和27年）、東京建築士会会長、日本建築士連合会会長。
1953年（昭和28年）、横河工務所代表取締役会長。1961年、同社相談役。
1964年（昭和39年）、第1回日本建築祭で日本建築界先覚者遺徳顕彰5氏のうちの1人に師の横河民輔が選出され、故人になった師とその遺族の代わりに記念品贈呈を授与する。1968年（昭和43年）逝去、享年88。

## 代表建築作品
- 三越日本橋本店（1914年 (大正3年) - 1927年 (昭和2年)）
- 東京株式取引所（1927年 (昭和2年)）
- 日本電報通信社（現在の電通銀座ビル、1934年 (昭和9年)）
- 日本製粉会社各工場
- 日本徴兵保険及び各支社（後の大和生命保険、1934年）

･･など多数

## 著作
- 『建築の積算便覧』洪洋社、1929年。
- 『建築の積算梗概』大日本聯合火災保険協会、1930年。